# Henryk Zylberberg
Henryk Zylberberg (ur. ok. 1922, zm. prawdopodobnie 19 kwietnia 1943) – polski działacz ruchu oporu w trakcie II wojny światowej pochodzenia żydowskiego, komendant jednej z grup bojowych w trakcie powstania w getcie warszawskim.

## Życiorys
W trakcie okupacji niemieckiej był działaczem konspiracji żydowskiej w getcie warszawskim w ramach Żydowskiej Organizacji Bojowej. W trakcie powstania w getcie warszawskim dowodził jedną z grup bojowych Polskiej Partii Robotniczej w getcie centralnym i najprawdopodobniej poległ na rogu ulic Nalewki i Gęsiej w dniu 19 kwietnia 1943 roku. Tego dnia dowodzona przez niego grupa  dokonała ataku na wkraczające do getta oddziały niemieckie. 
Na wniosek Zarządu Głównego Związku Uczestników Walki Zbrojnej o Niepodległość i Demokrację – za zasługi położone w walce zbrojnej z okupantem hitlerowskim został pośmiertnie postanowieniem z dnia 19 kwietnia 1948 roku odznaczony Krzyżem Walecznych.